# Liste der Oberflächenformationen auf (101955) Bennu

Asteroid (101955) Bennu. Die Animation wurde aus Aufnahmen der Sonde OSIRIS-REx vom 25. November 2018 gemacht.

Die Liste der geologischen Formationen auf (101955) Bennu enthält alle Oberflächenformationen auf dem Rubble-Pile-Asteroiden (101955) Bennu, welche durch die Working Group for Planetary System Nomenclature (WGPSN) der Internationalen Astronomischen Union (IAU) einen Eigennamen erhalten haben. Die Benennungen erfolgten im Jahr 2020.
Der Asteroid wurde 2013 nach dem altägyptischen Totengott Benu benannt. Bennu ist die englische Schreibweise. Oberflächenformationen auf Bennu wurden nach geflügelten Wesen aus Mythologie und Literatur benannt.

## Krater
| Name      | Mittlerer Durchmesser (km) | Koordinaten +O (0–360) der Kratermitte | Benannt nach                                                       |
| --------- | -------------------------- | -------------------------------------- | ------------------------------------------------------------------ |
| Alicanto  | 0,06                       | -0,08; 111,93                          | Alicanto, chilenische Mythologie                                   |
| Bralgah   | 0,07                       | -44,36; 324,99                         | Brälgah, Mythologie australischer Ureinwohner                      |
| Dinewan   | 0,01                       | -41,4; 323,7                           | Dinewan, Mythologie australischer Ureinwohner                      |
| Hokioi    | 0,03                       | 55,07; 41,78                           | Hokioi, Mythologie der Māori                                       |
| Huhuk     | 0,08                       | -1,12; 152,3                           | Huhuk, Mythologie der Pawnee                                       |
| Lilitu    | 0,03                       | -26,13; 115,36                         | Lilith, Mythologie der Mesopotamier/Sumerer                        |
| Minokawa  | 0,18                       | -8,79; 269,1                           | Minokawa, Mythologie der Bagobo                                    |
| Ohnivak   | 0,04                       | -4,23; 125,67                          | Der Feuervogel Pták Ohnivák, Mythologie der Tschechen und Slowaken |
| Pegasus   | 0,01                       | 23,53; 329,83                          | Pegasos, Mythologie der Griechen                                   |
| Sampati   | 0,01                       | -19,02; 97,34                          | Sampati, Mythologie der Inder                                      |
| Wuchowsen | 0,02                       | 11,78; 88,13                           | Wuchowsen, Mythologie der Abenaki                                  |
| Wututu    | 0,01                       | -17,03; 84,34                          | Wututu, Mythologie der Fon                                         |

## Regiones
Regiones sind in der Astrogeologie ausgedehnte Gebiete auf einem Himmelskörper.
| Name          | Mittlerer Durchmesser (km) | Koordinaten +O (0–360) des Zentrums der Regiones | Benannt nach                     |
| ------------- | -------------------------- | ------------------------------------------------ | -------------------------------- |
| Tlanuwa Regio | 0,3                        | -37,86; 261,7                                    | Tlanuwa, Mythologie der Cherokee |

## Saxa
Saxa sind große Felsen.
| Name              | Mittlerer Durchmesser (km) | Koordinaten +O (0–360) des Zentrums des Saxums | Benannt nach                                                 |
| ----------------- | -------------------------- | ---------------------------------------------- | ------------------------------------------------------------ |
| Aellopus Saxum    | 0,01                       | 25,44; 335,67                                  | Aello, Mythologie der Griechen                               |
| Aetos Saxum       | 0,01                       | 3,46; 150,36                                   | Aetos, Kinderspielgefährte von Zeus, Mythologie der Griechen |
| Amihan Saxum      | 0,03                       | -17,96; 256,51                                 | Amihan, Mythologie der Tagalog                               |
| Benben Saxum      | 0,05                       | -45,86; 127,59                                 | Benben, Mythologie der Ägypter                               |
| Boobrie Saxum     | 0,03                       | 48,08; 214,28                                  | Boobrie, Mythologie der Schotten                             |
| Camulatz Saxum    | 0,02                       | -10,26; 259,65                                 | Camulatz, Mythologie der Maya                                |
| Celaeno Saxum     | 0,01                       | 18,42; 335,23                                  | Kelaino, Mythologie der Griechen                             |
| Ciinkwia Saxum    | 0,02                       | -4,97; 249,47                                  | Ciinkwia, Mythologie der Miami                               |
| Dodo Saxum        | 0,03                       | -23,68; 64,42                                  | Dodo aus Lewis Carrolls Alice im Wunderland                  |
| Gamayun Saxum     | 0,02                       | 9,86; 105,45                                   | Gamajun, Mythologie der slawischen Völker                    |
| Gargoyle Saxum    | 0,02                       | 4,59; 92,48                                    | Gargoyle, Legende der Franzosen                              |
| Gullinkambi Saxum | 0,03                       | 18,53; 17,96                                   | Gullinkambi, Mythologie der Skandinavier                     |
| Huginn Saxum      | 0,05                       | -29,77; 43,25                                  | Hugin, Mythologie der Skandinavier                           |
| Kongamato Saxum   | 0,02                       | 5,03; 66,31                                    | Kongamato, Mythologie der Kaonde                             |
| Muninn Saxum      | 0,03                       | -29,34; 48,68                                  | Munin, Mythologie der Skandinavier                           |
| Ocypete Saxum     | 0,01                       | 25,09; 328,25                                  | Okypete, Mythologie der Griechen                             |
| Odette Saxum      | 0,02                       | -44,86; 291,08                                 | Odette aus Pjotr Tschaikowskis Schwanensee                   |
| Odile Saxum       | 0,03                       | -42,74; 294,08                                 | Odile aus Pjotr Tschaikowskis Schwanensee                    |
| Pouakai Saxum     | 0,01                       | -40,45; 166,75                                 | Haastadler, Name der Māori                                   |
| Roc Saxum         | 0,1                        | -23,46; 25,36                                  | Roch, Mythologie der Araber                                  |
| Simurgh Saxum     | 0,04                       | -25,32; 4,05                                   | Simorgh, Mythologie der iranischen Völker                    |
| Strix Saxum       | 0,01                       | 13,4; 88,26                                    | Strix, Mythologie der Römer                                  |
| Thorondor Saxum   | 0,06                       | -47,94; 45,1                                   | Thorondor, Adler aus J. R. R. Tolkiens Mittelerde            |